# Spondylurus culebrae
Spondylurus culebrae es una especie de escamosos de la familia Scincidae.

## Distribución geográfica
Es endémica de la isla Culebra (Puerto Rico) y su islote Culebrita, en las islas Vírgenes Españolas.

## Estado de conservación
Se encuentra amenazada por la pérdida de su hábitat natural.